# 長頜南乳魚
長頜南乳魚，為輻鰭魚綱胡瓜魚目南乳魚科的其中一種，分布於紐西蘭的淡水水域，體長可達9.1公分，肉食性，生活習性不明。

## 擴展閱讀
維基物種上的相關：長頜南乳魚